# (29599) 1998 HZ119
A (29599) 1998 HZ119 egy kisbolygó a Naprendszerben. A LINEAR projekt keretében fedezték fel 1998. április 23-án.